# Julia Huber
Julia Huber (* 29. November 1998) ist eine österreichische Skispringerin.

## Werdegang
Julia Huber startet für den SK Rottenmann-Steiermark. Am 27. Juli 2012 debütierte sie in Pöhla im Alpencup und erreichte dort Platz 21; seitdem folgen regelmäßig weitere Wettbewerbsteilnahmen. Ein Jahr später startete sie im Juli 2013 erstmals in Villach im FIS-Cup, wo sie die Plätze 27 und 25 belegte. Ihr Debüt im Skisprung-Weltcup erfolgte bereits sehr früh: Am 1. und 2. März 2014 startete Huber in Hinzenbach im Alter von 15 Jahren erstmals im Weltcup und erreichte dort die Plätze 43 und 45. Im Anschluss daran nahm sie jedoch die folgenden Saisons zunächst wieder regelmäßig an Wettbewerben im Alpen- und FIS-Cup teil.
Am 28. und 29. August 2015 debütierte Huber in Oberwiesenthal im Continental Cup und erreichte dort die Plätze sieben und 15. Am 11. und 12. Dezember 2015 erreichte sie bei den Wettbewerben von Notodden mit einem zweiten und einem dritten Platz ihre ersten Podestplätze im Continental Cup. Am 10. September 2016 sprang Huber mit einem zweiten Platz in Lillehammer erneut auf das Podest.
Huber wohnt derzeit in Rottenmann.

## Erfolge

### Continental-Cup-Platzierungen
| Saison  | Platz | Punkte |
| ------- | ----- | ------ |
| 2015/16 | 02.   | 140    |
| 2016/17 | 05.   | 171    |
| 2018/19 | 09.   | 196    |
| 2019/20 | 20.   | 146    |